# Station Wadamisaki
Station Wadamisaki (和田岬駅, Wadamisaki-eki) is een spoor- en metrostation in de wijk Hyōgo-ku in de Japanse stad Kobe. Het wordt aangedaan door de Wadamisaki-lijn (JR West), de Kaigan-lijn (Metro van Kobe). Van de eerstgenoemde is Wadamisaki het eindstation. Het station kent zowel een bovengronds station (trein) als een ondergronds station (metro).

## Lijnen

### JR West
| 1 | ■ Wadamisaki-lijn | richting Hyōgo |

### Metro van Kōbe
| 1 | ■ Kaigan-lijn | richting Sannomiya-Hanadokeimae |
| 2 | ■ Kaigan-lijn | richting Shin-Nagata            |

## Geschiedenis
Het treinstation werd in 1890 geopend. Het metrostation werd in 2001 geopend. 

## Overig openbaar vervoer
Bus 3 van het busnetwerk van Kōbe.

## Stationsomgeving
De omgeving wordt gekenmerkt door een industriegebied in het zuiden en een woongebied in het noorden. Het industriële gebied bestaat uit fabrieken en andere gebouwen van Mitsubishi
- Batterij van Wadamisaki
- Mitsubishi-werf
- Fabriek van Mitsubishi Heavy Industries
- Fabriek van Mitsubishi Electric
- Mitsubishi-ziekenhuis
- Home's Stadium Kobe
- Wada-schrijn
- 7-Eleven
- FamilyMart

(Tōkaidō-lijn<<) · Ōsaka · Tsukamoto · Amagasaki · Tachibana · Koshienguchi · Nishinomiya · Sakura-Shukugawa · Ashiya · Konan-Yamate · Settsu-Motoyama · Sumiyoshi · Rokkomichi · Nada · Sannomiya · Motomachi · Kōbe · Hyōgo · Shin-Nagata · Takatori · Suma-Kaihinkōen · Suma · Shioya · Tarumi · Maiko · Asagiri · Akashi · Nishi-Akashi · Okubo · Uozumi · Tsuchiyama · Higashi-Kakogawa · Kakogawa · Hoden · Sone · Himeji-Bessho · Gochaku · Himeji · (>>Sanyō-lijn) 

Wadamisaki-lijn: Hyōgo · Wadamisaki